# Marco Schmit
Marco Schmit es un deportista luxemburgués que compitió en atletismo adaptado. Ganó una medalla de bronce en los Juegos Paralímpicos de Arnhem 1980 en la prueba de 100 m (clase E1).

## Palmarés internacional
| Juegos Paralímpicos | Juegos Paralímpicos   | Juegos Paralímpicos | Juegos Paralímpicos |
| Año                 | Lugar                 | Medalla             | Prueba              |
| ------------------- | --------------------- | ------------------- | ------------------- |
| 1980                | Arnhem (Países Bajos) | Medalla de bronce   | 100 m E1            |